# 이토 아야사
이토 아야사(일본어: 伊藤 彩沙 いとう あやさ[*], 1996년 8월 17일 ~ )는 일본의 여성 성우. 교토부 출신. 히비키 소속.

## 주요 출연작

### 애니메이션
- 2013년
  - 아웃브레이크 컴퍼니 - 어린이
  - 탐정 오페라 밀키 홈즈 - 묘진카와 앨리스

- 2014년
  - 카드파이트!! 뱅가드 G - 야토미 사야

- 2017년
  - BanG Dream! - 이치가야 아리사

- 2018년
  - 슬로우 스타트 - 모모치 타마테
  - 메르헨 메드헨 - 나디아 이반노바, 암리타
  - 소녀☆가극 레뷰 스타라이트 - 하나야기 카오루코
  - 고블린 슬레이어 - 수습 성녀
  - BanG Dream! 걸파☆피코 - 이치가야 아리사

- 2019년
  - BanG Dream 2nd Season - 이치가야 아리사
  - 어떤 마술의 금서목록 Ⅲ - 토치틀리
  - BanG Dream! FILM LIVE - 이치가야 아리사
  - 소녀☆콩트 올 스타라이트 - 하나야기 카오루코
  - 흔해빠진 직업으로 세계최강 - 타니구치 스즈
  - 호시아이의 하늘 - 여학생
  - 라이플 이즈 뷰티풀 - 와다 네네코

- 2020년
  - BanG Dream 3rd Season - 이치가야 아리사
  - 꿈속의 뮤 - 츠키시마 마이라
  - 야토가메짱 관찰일기 - 코시야스 나나호
  - 이종족 리뷰어스 - 델리
  - 주문은 토끼입니까? BLOOM - 미키

- 2021년
  - BanG Dream! Episode of Roselia Ⅰ : 약속 - 이치가야 아리사
  - 요란 THE PRINCESS OF SNOW AND BLOOD - 나카무라 아사히
  - 꿈속의 뮤 믹스! - 츠키시마 마이라
  - 다이쇼 소녀 전래동화 - 시라토리 코토리
  - 마브러브 얼터너티브 - 스즈미야 아카네
  - 극장판 소녀☆가극 레뷰 스타라이트 - 하나야기 카오루코
  - 슬라임을 잡으면서 300년, 모르는 사이에 레벨MAX가 되었습니다 - 무슬라
  - D_CIDE TRAUMEREI THE ANIMATION - 모우리 레나

### 게임
- 뱅드림! 걸즈 밴드 파티! - 이치가야 아리사
- 소녀☆가극 레뷰 스타라이트 -Re LIVE- - 하나야기 카오루코
- 메가미 메구리 - 츠구모
- D_CIDE TRAUMEREI - 모우리 레나
- D.C.4 ~다카포4~ - 토키사카 니노
- 데스티니 차일드 - 넵튠
- 명일방주 - 빈스토크
- 벽람항로 - 카자구모
- Fate/Grand Order - 하베트롯

### 기타
- 보이는 여고생(디지털 코믹) - 유리카와 하나(TVA는 혼도 카에데)